# Henri Daalhoff
Hermanus Antonius (Henri) van Daalhoff (Haarlem, 30 december 1867 - 25 november 1953) was een Nederlands kunstschilder. Hij was autodidact. Hij schilderde stillevens en vooral veel gebouwen (boerderijen) en landschappen.
Zijn werk is in diverse Nederlandse musea vertegenwoordigd, waaronder het Gemeentemuseum Den Haag en het Kröller-Müller Museum.
Van Daalhof werd in Haarlem geboren. Op zijn 17e verhuisde hij naar Leiden, waar hij in zijn vrije tijd begon met schilderen.
Op zijn 22e ging hij o.a in Amsterdam werken als bakker.
Hij woonde en werkte later voornamelijk in Den Haag. Heeft zichzelf gevormd maar onderging in zijn vroege periode sterke invloed van H.P. Bremmer. Schilderde in een voor hem specifieke, wazig- pointillistische stijl, stillevens, stadsgezichten, maar hoofdzakelijk landschappen en boerderijen.
Eigenlijk heeft Van Daalhof nooit zozeer de wereld geschilderd waarin hij geboren werd, als wel de wereld die in hem geboren werd. Hij was een eigenaardig schilder. Hij heeft in een argeloze, onopgesmukte wijze een productie geschapen die van een authentieke roeping getuigt. Werk van een verstilde, poëtische sfeer.
Het symbolisme van Van Daalhoff heeft een sterke band met symbolen en thema’s als de fatale en de onschuldige vrouw, de anarchie en de arbeid. Maar ook ongerepte landschappen zijn onderwerpen die bij Daalhoff terug te vinden zijn.
In de biografie over Daalhoff door Annelies Lincewicz (Leiden, 1990) wordt over het karakter van het oeuvre van Daalhoff gemeld: "Opvallend in de kunst van Daalhoff is het gebruik van tere, warme kleuren, zacht vloeiende, vervaagde, zelden scherp begrensde vormen, rustig golvende lijnen en het vermijden van sterke licht-donker contrasten. Met deze stilistische middelen weet de kunstenaar een droomstille, poëtische stemming op te roepen. Ook de compositie, die vaak eenvoudig is en opgebouwd uit veel horizontalen en verticalen, draagt bij tot het scheppen van een sfeer van vredige stilte."

## Galerij

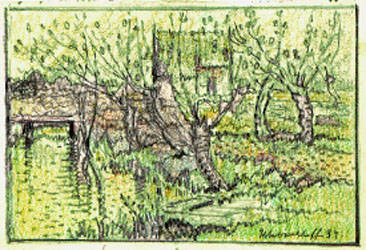
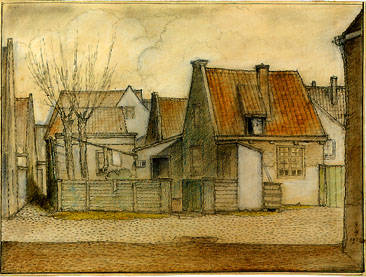
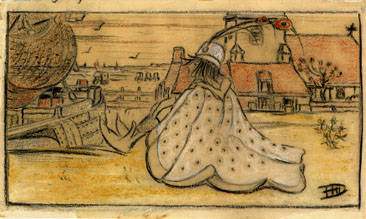
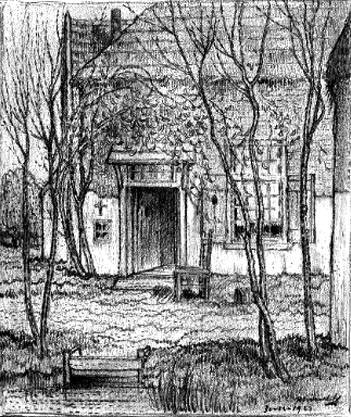